# North Esk Reservoir
North Esk Reservoir är en reservoar i Storbritannien.   Den ligger i riksdelen Skottland, i den centrala delen av landet, 500 km norr om huvudstaden London. North Esk Reservoir ligger 342 meter över havet.Trakten runt North Esk Reservoir består i huvudsak av gräsmarker.